# 넬손 비바스
넬손 다비드 비바스(스페인어: Nelson David Vivas, 1969년 10월 18일, 산타 페 주 그라나데로 바이고리아 ~)는 아르헨티나의 전직 프로 축구 선수이자 감독으로, 현역 시절 우측 수비수로 활약했다. 비바스는 킬메스, 보카 주니어스, 루가노, 아스널, 셀타 비고, 인테르나치오날레, 그리고 리버 플레이트에서 활약했다. 그는 아르헨티나 국가대표팀 출전 기록이 있다. 비바스는 은퇴 후 킬메스, 에스투디안테스, 그리고 데펜사 이 후스티시아를 지휘했다.

## 클럽 경력

### 아르헨티나 무대
비바스는 아르헨티나 산타 페 주 그라나데로 바이고리아 출신이다. 그는 킬메스 소속으로 프로 무대 신고식을 치렀다. 킬메스에서 3년을 보낸 그는 보카 주니어스로 이적했다. 비바스는 청금 군단 소속으로 1994년부터 1997년까지 98번의 공식 경기에 모두 출전해 3골을 기록했다.

### 유럽 무대 활동
비바스는 이후 스위스 리그의 루가노에 임대로 입단했다. 그는 이후 스위스 무대에서 10번의 경기에 출전했다. 아스널이 1998년 8월에 보카 주니어스로부터 £1.6M에 영입했다.
비바스는 아스널에서 주전 측면 수비수들인 리 딕슨과 본래 나이젤 윈터번의 후보 선수로 활용되었다. 그는 하이버리에서 18번의 경기에 선발로 출전했고, 18번의 경기에 교체로 출전했다. 비바스는 더비 카운티와의 리그컵 경기에서 처음이자 마지막으로 아스널 득점에 성공했다. 그는 미들즈브러와의 1999-2000 시즌의 리그컵 경기에서 승부차기 주자로 나와 실축하면서 역적이 되었다.
비바스는 1999-2000 시즌 후반기에 라 리가의 셀타 비고로 임대되었다. 아스널은 1999년 여름에 올레흐 루즈니와 시우비뉴를 영입하면서, 후보 선수로 밀려났다. 출전 기회를 많이 잡지 못하면서, 비바스는 2000-01 시즌을 끝으로 아스널을 떠났다. 그는 아스널에서 도합하여 69번의 경기에 출전해 40번을 교체로 출전했고, 1골을 기록했다. 이후, 비바스는 세리에 A의 인테르나치오날레로 자유 이적했다. 비바스는 인테르나치오날레에서도 주전으로 도약하는데 난항을 겪었다. 2년 동안 검푸른 군단(Nerazzurri) 소속이었던 그는 유럽 무대를 떠나 아르헨티나 무대로 복귀했다.

### 조기 은퇴
그는 이후 리버 플레이트로 보내 1년을 보냈다. 이후, 비바스는 킬메스로 복귀해 2005년에 축구화를 벗었다.
비바스는 이후 에스투디안테스, 리버 플레이트, 그리고 산 로렌소에서 디에고 시메오네 감독을 보좌했다.
2013-14 시즌, 비바스는 감독으로서 다시 킬메스로 복귀했다. 2013년 10월, 비바스는 스탠드의 지지자들로부터 습격을 받은 국제 신문의 표지에 등장했고, 이후 지휘봉을 내려놓았다.

## 국가대표팀 경력
단단한 수비수였던 비바스는 아르헨티나 국가대표팀 주전으로 활동했다. 그는 하양-하늘 군단(La Albiceleste) 일원으로 1995년, 1997년 코파 아메리카에 참가했고, 1998년 월드컵에도 출전했다. 비바스는 아르헨티나 국가대표팀 경기에 39번 출전해 1골을 기록했다.

## 경력 통계

### 국가대표팀
| 국가대표팀 | 연도 | 출장 | 골 |
| ---------- | ---- | ---- | -- |
| 아르헨티나 | 1994 | 1    | 0  |
| 아르헨티나 | 1995 | 1    | 0  |
| 아르헨티나 | 1996 | 2    | 0  |
| 아르헨티나 | 1997 | 5    | 0  |
| 아르헨티나 | 1998 | 8    | 1  |
| 아르헨티나 | 1999 | 7    | 0  |
| 아르헨티나 | 2000 | 6    | 0  |
| 아르헨티나 | 2001 | 6    | 0  |
| 아르헨티나 | 2002 | 1    | 0  |
| 아르헨티나 | 2003 | 2    | 0  |
| 아르헨티나 | 합계 | 39   | 1  |

## 수상

### 선수
아스널
- 채리티 실드: 1998, 1999
- 프리미어리그 준우승: 1998-99, 1999-2000, 2000-01
- FA컵 준우승: 2000-01

셀타 비고
- 인터토토컵: 2000

리버 플레이트
- 아르헨티나 프리메라 디비시온: 2003

### 감독
아르헨티나 올해의 감독: 2017